# Lion's Cup 1980 - Singolare
Il singolare del torneo di tennis Lion's Cup 1980, facente parte dei Tornei di tennis femminili indipendenti nel 1980, ha avuto come vincitrice Martina Navrátilová che ha battuto in finale Tracy Austin con il punteggio di 6–4, 6–3.

## Tabellone

### Legenda
| - Q = Qualificato - WC = Wild card - LL = Lucky loser | - ALT = Alternate - SE = Special Exempt - PR = Protected Ranking | - w/o = Walkover - r = Ritirato - d = Squalificato |

|  | Primo turno         | Primo turno         | Primo turno         | Primo turno | Primo turno |  |  | Finale              | Finale              | Finale              | Finale | Finale |  |
|  |                     |                     |                     |             |             |  |  |                     |                     |                     |        |        |  |
|  | Martina Navrátilová | Martina Navrátilová | Martina Navrátilová | 7           | 6           |  |  |                     |                     |                     |        |        |  |
|  | Chris Evert         | Chris Evert         | Chris Evert         | 6           | 2           |  |  | Martina Navrátilová | Martina Navrátilová | Martina Navrátilová | 6      | 6      |  |
|  | Tracy Austin        | Tracy Austin        | Tracy Austin        | 6           | 6           |  |  | Tracy Austin        | Tracy Austin        | Tracy Austin        | 4      | 3      |  |
|  | Evonne Goolagong    | Evonne Goolagong    | Evonne Goolagong    | 3           | 3           |  |  |                     |                     |                     |        |        |  |